# Aplidium fistulosum
Aplidium fistulosum is een zakpijpensoort uit de familie van de Polyclinidae. De wetenschappelijke naam van de soort werd in 1991 voor het eerst geldig gepubliceerd door het echtpaar Claude en Françoise Monniot.